# Liste der Aussichtstürme im Kanton Freiburg
Die folgende Liste von Aussichtstürmen enthält Bauwerke im Kanton Freiburg, welche über für den Publikumsverkehr zugängliche Aussichtsmöglichkeiten verfügen.
| Bild                         | Name des Turms               | Gemeinde      | Baujahr | Gesamthöhe | Plattformhöhe | Bauwerkstyp          | ZoomViewer Panoramabild |
| ---------------------------- | ---------------------------- | ------------- | ------- | ---------- | ------------- | -------------------- | ----------------------- |
| Auriedturm                   | Auriedturm                   | Kleinbösingen | ?       | 2,5 m      | 0 m           | Holzturm             |                         |
| Tour de la Molière           | Tour de la Molière           | Estavayer     | 1300    | 25 m       | 19,5 m        | Gemauert             |                         |
| Mont-Gibloux Sendeturm       | Mont-Gibloux Sendeturm       | Sorens        | 1994    | 118,7 m    | 37 m          | Sendeturm Stahlbeton |                         |
| Burgruine Montagny-les-Monts | Burgruine Montagny-les-Monts | Montagny      | 12. Jh. | 21 m       | 20 m          | Gemauert             |                         |
| Möösliturm                   | Möösliturm                   | Düdingen      | 1991    | 11 m       | 8 m           | Holzturm             |                         |
| Murtensee Aussichtsplattform | Murtensee Aussichtsplattform | Galmiz        | ?       | 5 m        | 4 m           | Holzturm             |                         |
| St.-Nikolaus-Kathedrale      | St.-Nikolaus-Kathedrale      | Freiburg      | 1490    | 74 m       | 64 m          | Gemauert             |                         |
| Schwarzseeturm               | Schwarzseeturm               | Plaffeien     | 2013    | 7 m        | 3,5 m         | Holzturm             |                         |

Siehe auch: Liste von Aussichtstürmen in der Schweiz